# Čermníky
Čermníky (německy Tschermich) jsou zaniklá vesnice v okrese Chomutov. Stávaly devět kilometrů východně od Kadaně při ústí Lužického potoka do řeky Ohře. Zanikly v roce 1967 zatopením v důsledku výstavby vodní nádrže Nechranice.

## Název
Jméno vesnice je odvozeno z příjmení významného obyvatele ve významu osada Čermníkovy rodiny, Čermníků a ve čtrnáctém století se vyskytovalo pouze v jednotném čísle. V historických pramenech se objevuje ve tvarech: Czirmnicze (1330), Czrmnicze (1437), Czrmnik (1453–1459), „w Czermiku“ (1543), „w Czermiczy“ (1547), „v Czyrmjku“ (1606), Tschürmig, Cžermik nebo Cžermut (1787), Čermíky a Tschirmich (1848 a 1854).

## Historie
Okolí Čermníků bylo osídleno už v pravěku. Nejstarší nálezy pocházejí ze sklonku středního paleolitu. V místech asi padesát metrů jižně od vesnice bylo povrchovými sběry keramiky doloženo sídliště ze střední až pozdní doby hradištní.
První písemná zmínka o Čermníkách pochází z roku 1330 ve spojení … in Czirmnicze medietatem ville. Vesnice bývala rozdělena mezi více majitelů, ale zprávy o nich jsou jen fragmentární. Roku 1472 zde stával panský dvůr v držení Mikuláše Czedliczera, jehož pravděpodobný zeť Mates Eberle část svého majetku v Čermníkách prodal městu Kadaň a část odkázal svým dětem s podmínkou, že nechají městský díl zapsat do zemských desek. Město jej poté spravovalo jako jeden ze svých šosovních dvorů a roku 1547 o něj přišlo za účast na stavovském povstání. Jinou část vsi zdědil Beneš z Veitmile († 1496), který ji v roce 1479 prodal grünhainskému klášteru. Po zániku kláštera roku 1536 jeho majetek v Čermníkách spravovala královská komora, která jej také zastavila a později prodala. Roku 1608 ji koupilo město Chomutov, přičemž v jeho dílu oceněném na 5 188 kop a dvacet grošů žilo sedm poddaných.
Po třicetileté válce nebyla vesnická stavení v dobrém stavu. Podle berní ruly v nich žili tři sedláci a dva chalupníci. Sedláci měli třináct potahů, devět krav, deset jalovic, 23 ovcí a čtrnáct prasat. Chalupníkům patřila jen jedna kráva, jedna jalovice a jedno prase. Pole byla popsána jako úrodná, ale významným zdrojem obživy bylo i rybářství. Také v pozdějších staletích přetrvával zemědělský charakter vesnice a na polích se pěstovaly kromě obilnin také brambory, řepa a v devatenáctém století také chmel.
Čermníky leží na okraji pětipeské hnědouhelné pánve, a uhlí se u vesnice těžilo už v šestnáctém století. Zdejší uhelná sloj je rozdělena jílovitými proplástky do čtyř souvrství. Uhlí má navíc malou výhřevnost a obsahuje mnoho popela. Přesto zde v polovině devatenáctého století vznikly čtyři doly: František, Bedřich Jan, Karel a Terezie. Zanikly nejpozději v sedmdesátých letech devatenáctého století během hospodářské krize. Koncem téhož desetiletí byl otevřen už jen důl Oskar, který dodával uhlí pouze na lokální trh. U vesnice také vyvěral hořce chutnající sirnatý pramen, který v okolí vývěru vytvářel sintrové usazeniny.
Z let 1842–1854 se dochovaly zprávy o zdejším kamenečném dole Marie Terezie a huti, které navázaly na starší tradici výroby kamence z Čachovic. V devatenáctém století se u vsi v malém množství těžila také nekvalitní železná ruda a v panském lomu se mimo jiné v letech 1738–1752 lámal kámen používaný při stavbě březenského kostela.
Na konci devatenáctého století stál u vesnice mlýn provozovaný až do padesátých let dvacátého století. Kromě něj zde byl jen jeden obchod a živnost provozovalo pět řemeslníků. Za první republiky fungovalo u mlýna pekařství a vesnice měla vlastní chudobinec. Během druhé světové války dopadly dne 12. září 1944 na stráň v sousedství vesnice bomby shozené při bombardování, ale nezpůsobily žádné školy. Po válce byl v Čermníkách internační tábor pro Němce, kteří pracovali v kamenolomu a později se museli vystěhovat do Německa. Čermníky zanikly v roce 1967 zatopením vodou vodní nádrže Nechranice.

## Přírodní poměry

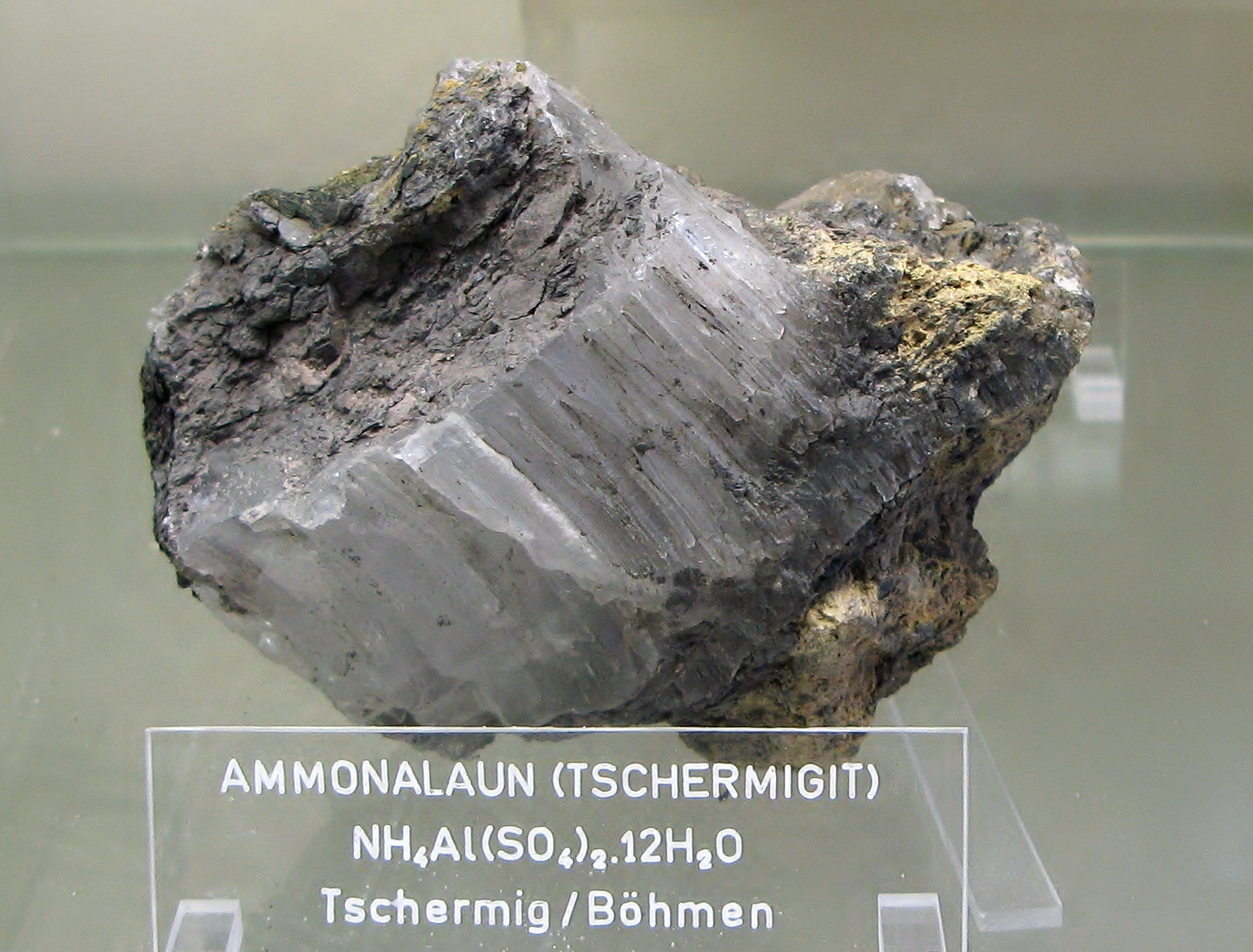
Čermíkit z vesnice v Mineralogickém muzeu v Bonnu

Čermníky stávaly v Mostecké pánvi na pravém břehu Ohře u jeho soutoku s Lužickým potokem v nadmořské výšce okolo 253 metrů a jejich katastrální území měřilo 389 hektarů. Místo, kde vesnice stávala, se nachází v jihozápadní části katastrálního území Březno u Chomutova zaplavené vodou nechranické přehrady v Mostecké pánvi.
V roce 1853 podle vesnice pojmenoval Franz von Kobell minerál čermíkit (německy tschermigit), jehož typová lokalita ležela v jejím katastrálním území.
V okolí vesnice se nacházely fosilní zbytky rostlin. Jejich nejstarší popis pochází z roku 1840, ale rozsáhlý výzkum proběhl v letech 1963–1965 v souvislosti s budováním nechranické přehrady. Zejména východně od vesnice byly z hornin slojového souvrství žatecké facie a jílů nadložního souvrství chomutovské facie získány vzorky přibližně sedmdesáti druhů třetihorních rostlin z období spodního miocénu (svrchní akvitán až spodní burdigal, resp. svrchní eger až spodní eggenburg). Druhové složení fosilií odpovídalo přechodné oblasti mezi deštnými pralesy a opadavými listnatými lesy teplejších oblastí mírného podnebného pásu.

## Obyvatelstvo
Při sčítání lidu v roce 1921 zde žilo 161 obyvatel (z toho 83 mužů), z nichž bylo třináct československé a ostatní německé národnosti. Všichni patřili k římskokatolické církvi. Při sčítání lidu v roce 1930 měla vesnice 174 obyvatel. Kromě jedenácti Čechů a dvou lidí s neuvedenou národností byli všichni Němci. Jeden z nich byl evangelík, dva židé, jeden bez vyznání a ostatní se hlásili k římskokatolické církvi.
|           | 1869 | 1880 | 1890 | 1900 | 1910 | 1921 | 1930 | 1950 |
| --------- | ---- | ---- | ---- | ---- | ---- | ---- | ---- | ---- |
| Obyvatelé | 173  | 183  | 157  | 160  | 130  | 161  | 174  | 86   |
| Domy      | 28   | 30   | 28   | 32   | 32   | 31   | 31   | 22   |

## Obecní správa a politika
Po zrušení patrimoniální správy se Čermníky roku 1850 staly samostatnou obcí, kterou zůstala až do roku 1960, kdy byla připojena jako část obce k Libouši. Roku 1963 už ve vsi nikdo nežil a její katastrální území bylo připojeno k obci Březno.
Při volbách do obecních zastupitelstev konaných 22. května 1938 v Čermníkách žilo 87 voličů. Volby však neproběhly, protože kandidátní listinu podala pouze Sudetoněmecká strana, která se tak automaticky stala vítězem voleb.

## Pamětihodnosti
Ve vesnici stávala socha Piety z první poloviny osmnáctého století. U silnice do Čachovic stával dvůr s jednopatrovým panským domem označovaným jako zámeček z první třetiny osmnáctého století. Dominantou zámecké budovy bývala oválná střední část s průčelím zdobenými dvojicí pilastrů s volutovými hlavicemi.